# David Grégoire
David Grégoire (* 9. September 1990 in Chartierville) ist ein kanadischer Biathlet.
David Grégoire studiert an der Université Laval und startet für Biathlon Estrie, wo er von Martin Tremblay trainiert wird. Seit 2001 betreibt er Biathlon. 2006 und 2009 gewann er Titel bei den kanadischen Juniorenmeisterschaften. Bei den Nordamerikanischen Meisterschaften im Biathlon 2010 in Fort Kent gewann er in den Juniorenrennen den Titel im Sprint und wurde Silbermedaillengewinner im Verfolger hinter Vincent Blais. Das Massenstartrennen bestritt er bei den Männern und wurde dort mit sechs Schießfehlern Achter. Zudem startete er bei den Biathlon-Juniorenweltmeisterschaften 2010 in Torsby und wurde 30. des Einzels, 48. des Sprints, 50. der Verfolgung und 12. im Staffelrennen. Ein Jahr später wurde Grégoire in Nové Město na Moravě 65. des Sprints und 13. mit der Staffel.